# Moda italiana

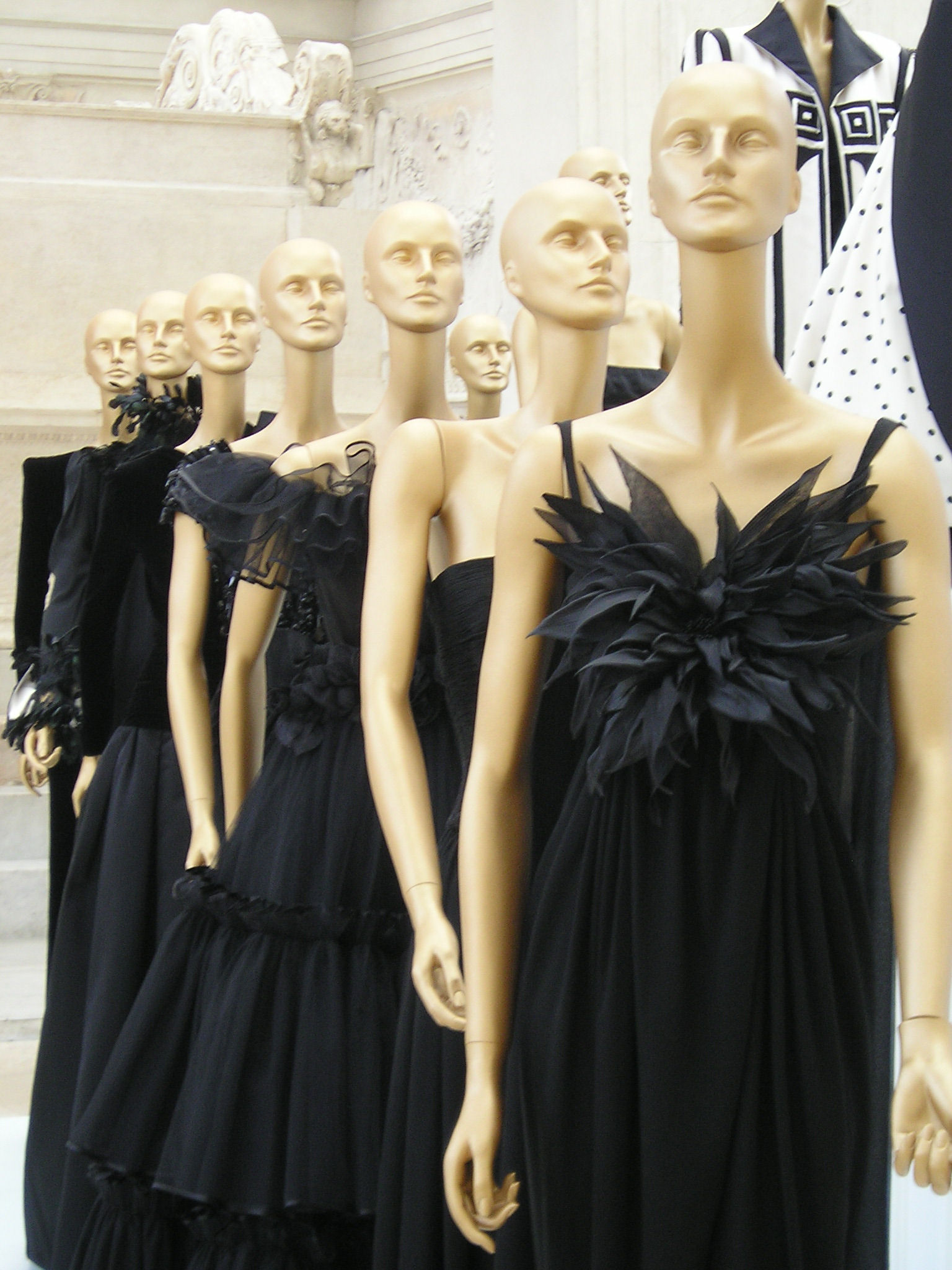
Abiti dello stilista Valentino

La moda italiana è considerata una delle più importanti del mondo, insieme a quelle di Francia, Stati Uniti d'America, Gran Bretagna e Giappone. La moda è sempre stata una parte importante della vita culturale e della società del paese, e gli italiani sono ben noti per la loro attenzione nel vestirsi bene; "la bella figura" , o buona impressione, rimane tradizionale.
La moda italiana divenne prominente tra l'XI e il XVI secolo, quando lo sviluppo artistico in Italia era al suo apice. Città come Roma, Palermo, Venezia, Milano, Napoli, Firenze e Vicenza hanno iniziato a produrre beni di lusso, cappelli, cosmetici, gioielli e tessuti pregiati. Dal XVII secolo all'inizio del XX, la moda italiana perse importanza e lucentezza e il principale trendsetter d'Europa divenne la Francia, con la grande popolarità della moda francese; ciò è dovuto agli abiti di lusso che sono stati progettati per i cortigiani di Luigi XIV. Tuttavia, a partire dalle serate di moda del 1951-53 tenute da Giovanni Battista Giorgini a Firenze, la "scuola italiana" iniziò a competere con l'alta moda francese, e etichette come Ferragamo e Gucci iniziarono a lottare con Chanel e Dior. Nel 2009, secondo il Global Language Monitor, Milano, il centro italiano del design, è stata classificata come la prima capitale mondiale della moda, e Roma si è classificata quarta, sebbene entrambe le città siano scese nelle classifiche successive, nel 2011 Firenze è entrata come 31ª capitale mondiale della moda. Milano è generalmente considerata una delle "quattro grandi" capitali mondiali della moda, insieme a New York, Parigi e Londra, anche se ormai è più corretto parlare di "big five" includendo anche Roma, tornata in pianta stabile come centro di rilevanza globale del fashion.
La moda italiana è legata al concetto più generalizzato di "Made in Italy", un marchio di merce che esprime eccellenza di creatività e artigianalità. I beni di lusso italiani sono rinomati per la qualità dei tessuti e per l'eleganza e la raffinatezza della loro costruzione. Molti marchi di alta gamma francesi, britannici e americani (come Chanel, Dior, Balmain e la linea principale di Ralph Lauren) si affidano anche a fabbriche artigianali italiane, situate in aree altamente specializzate nell'area metropolitana di Napoli e in centro. Al nord e centro Italia (Toscana, Marche, Veneto e Piemonte), per produrre parti dei loro capi di abbigliamento e accessori.
L'associazione no profit che coordina e promuove lo sviluppo della moda italiana è la Camera Nazionale della Moda Italiana, ora guidata da Carlo Capasa. Nasce nel 1958 a Roma e oggi ha sede a Milano e rappresenta tutti i più alti valori culturali della moda italiana. Questa associazione ha perseguito una politica di supporto organizzativo finalizzata alla conoscenza, promozione e sviluppo della moda attraverso eventi di alto profilo in Italia e all'estero. Il talento della moda giovane e creativa viene promosso anche in Italia, come nel concorso annuale per giovani stilisti ITS (International Talent Support Awards) a Trieste.

## Città della moda
I centri principali della moda italiana sono Milano, Roma, Firenze (incluse tra le 30 capitali mondiali della moda) e, in minor misura, Napoli e Venezia.

### Milano

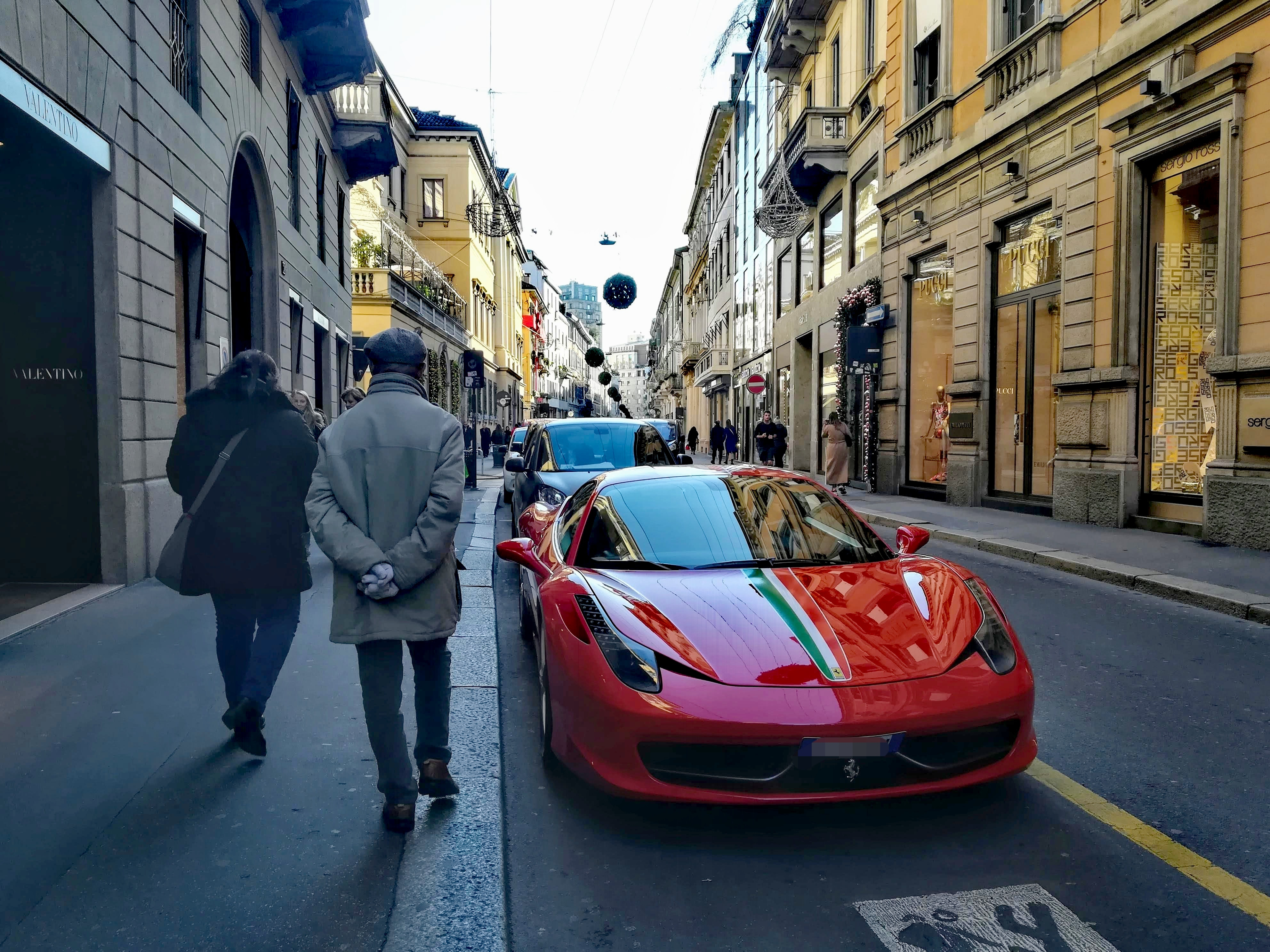
Via Monte Napoleone

Milano viene considerata tra le più importanti città della moda a livello mondiale. Molte grandi firme della moda italiana, come Versace, Prada, Armani, Etro, Bottega Veneta, Boggi Milano, Trussardi, Moschino, Basile e Dolce & Gabbana (per citarne alcune) hanno sede a Milano. Sono presenti in città anche numerose boutique di case di moda internazionali, come Abercrombie & Fitch, Louis Vuitton, H&M e Ralph Lauren.
Due volte all'anno, a Milano si tiene la settimana della moda, come accade anche a New York, Londra, Parigi, Tokyo e Los Angeles. L'area dove la moda milanese è maggiormente presente è il cosiddetto quadrilatero della moda, racchiuso tra le vie Monte Napoleone, Manzoni, della Spiga e corso Venezia. Altri importanti canali dello shopping sono la galleria Vittorio Emanuele II, piazza Duomo, piazza San Babila via Dante e corso Buenos Aires.

### Roma

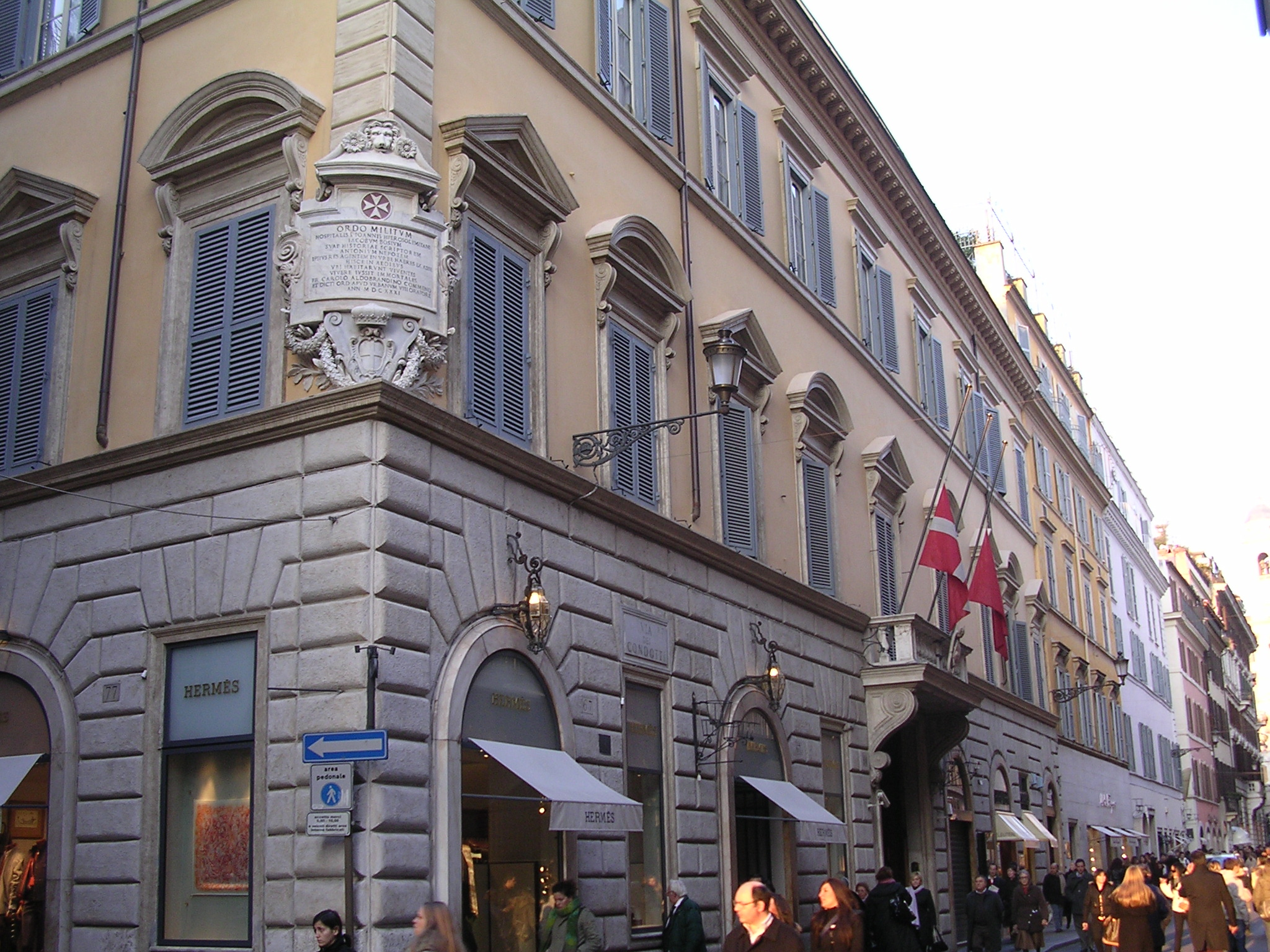
Il palazzo di Malta a Roma, con la boutique di Hermès in via Condotti

Anche Roma è considerata una capitale della moda di rilevanza mondiale. Molte e importanti case di moda di lusso, e gioielli, come Valentino, Bulgari, Fendi, Gattinoni, Roberto Capucci, Renato Balestra, Laura Biagiotti, Sandro Ferrone e Brioni hanno sede principale o sono state fondate a Roma. Inoltre, altre grandi etichette internazionali come Louis Vuitton, Hermes, Chanel, Dior, Prada, Dolce & Gabbana, Gucci, Versace, Max Mara, Tod's, Salvatore Ferragamo, Armani e Versace hanno boutique di lusso a Roma, soprattutto lungo la celebre via dei Condotti, in Piazza di Spagna e via Frattina. Oltre a ciò a Roma sono legati alcuni degli attuali maggiori stilisti e fashion designer di fama mondiale, come Pierpaolo Piccioli, Alessandro Michele, Frida Giannini, Maria Grazia Chiuri, Camille Miceli , che hanno stabilito importanti centri stile a Roma di maison internazionali. Anche a Roma si tiene un appuntamento periodico dedicato alla moda (oltre a importanti eventi internazionali di particolare frequenza), la Rome Fashion Week (usualmente nella prima quindicina di giugno) in particolare focalizzato sugli stilisti emergenti (i più importanti istituti di formazione professionalizzante per il settore hanno infatti sede nella capitale italiana, come l'Accademia di Costume e Moda ), sulle case di moda indipendenti e sull'artigianato connesso al fashion. Influisce anche il fatto il Roma sia unanimemente riconosciuta come il maggior centro di produzione cinematografica in Italia e tra i primi in Europa, pertanto numerose sono le connessioni tra i due settori.

### Firenze

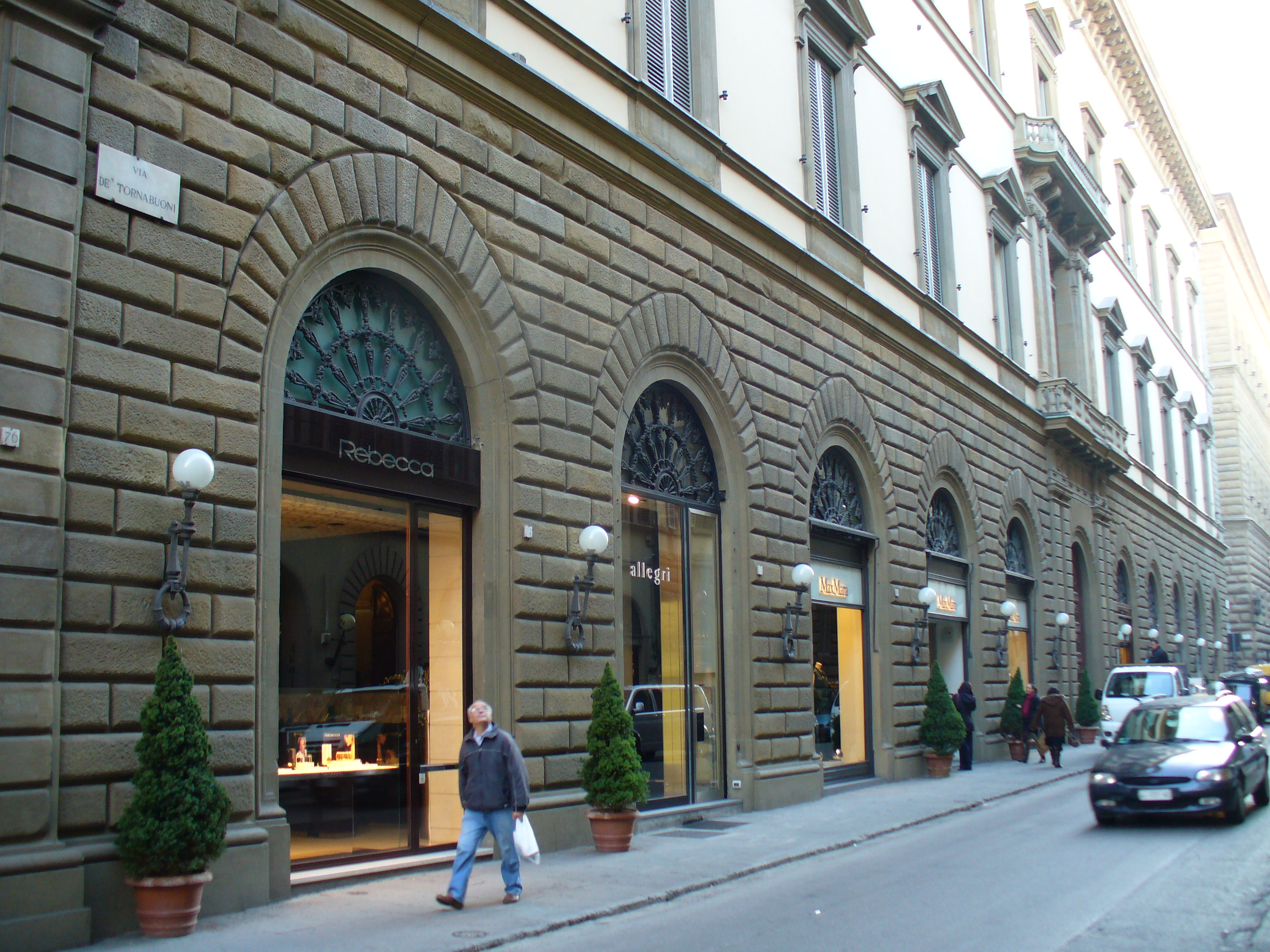
Boutique di lusso lungo la prestigiosa fiorentina via de' Tornabuoni

Un'altra città italiana che si distingue nel mondo della moda è Firenze, sede di alcune delle più grandi firme dell'alta moda, come Roberto Cavalli, Gucci, Salvatore Ferragamo, Ermanno Scervino, Patrizia Pepe, Enrico Coveri e molte altre ancora. Inoltre a Firenze si tiene ogni anno Pitti Immagine, uno tra gli eventi di moda più prestigiosi ed importanti del panorama della moda internazionale.

### Altre città
Sebbene Milano, Roma e Firenze siano comunemente considerate le principali città della moda italiana, altre città, come Venezia, Vicenza, Prato (il più grande distretto tessile d'Europa), Parma, Torino, Napoli e Bologna, sono anch'esse importanti centri per il design e l'industria dell'abbigliamento italiano. Venezia, ad esempio, è la casa della casa di moda italiana Roberta di Camerino, fondata nel 1945. Il marchio è famoso per le sue borse. Marchi come Max Mara e United Colors of Benetton, pur essendo grandi marchi italiani, non hanno sede a Milano, Roma o Firenze, tuttavia, il primo ha sede a Reggio Emilia, e il secondo a Ponzano Veneto. A Parma hanno sede due marchi storici della moda maschile: Anderson's e Caruso, mentre non lontano da Parma ha sede Pinko. La holding italiana OTB detenuta da Renzo Rosso, proprietario di diversi marchi di prêt-à-porter come Diesel e anche di case di moda come Marni, l'etichetta olandese Viktor & Rolf e la belga Maison Margiela, ha sede nelle campagne vicino a Vicenza, nella regione del Veneto. Imprese italiane come Cesare Paciotti e anche Tod's, di proprietà di Diego Della Valle (che produce scarpe di lusso, altri articoli di pelletteria e anche vestiti con le etichette della stessa Tod's, Roger Vivier, Hogan, Fay e il marchio di alta moda Schiaparelli), Santoni, Bontoni hanno sede nelle Marche, una manifattura molto importante distretto della calzatura e dei componenti in pelle della costa adriatica. Le case di moda Fabiana Filippi e Brunello Cucinelli sono in Umbria e i marchi di lusso Kiton, Cesare Attolini, E. Marinella ma anche Harmont & Blaine hanno sede a Napoli.

## Case di moda e marchi del lusso
Alcuni esempi tra le migliori maison italiane di moda donna, uomo e accessori, sono:
Armani, Boggi Milano, Aspesi, Sergio Tacchini, Byblos Milano (disegnata da Manuel Facchini), Kiton, Bottega Veneta (disegnata da Tomas Maier), Roberto Cavalli (con l'attuale direzione di Fausto Puglisi), Costume National, Brunello Cucinelli, Dolce & Gabbana, Dsquared², Etro, Fendi (disegnata da Karl Lagerfeld per quanto riguarda la moda donna e il ready to wear e da Silvia Venturini Fendi per gli accessori e la linea uomo), Salvatore Ferragamo, Genny (direttore artistico Sara Cavazza Facchini), Gucci (con Alessandro Michele alla direzione artistica), Hogan, Isaia e Isaia, Iceberg (Arthur Arbesser designer per le linee donna e Federico Curradi per l'uomo), Kiton, La Perla di Ada Masotti (disegnata da Pedro Lourenço), Loro Piana, Marni (direttore artistico Consuelo Castiglioni), Antonio Marras, Missoni, Moncler (curata da Giambattista Valli per le collezioni donna e da Thom Browne per le collezioni uomo), Moschino (diretta da Jeremy Scott), Prada, Richmond, Rubinacci, Jil Sander (fondata dall'omonima designer tedesca ed ora diretta da Rodolfo Paglialunga ed interamente made in Italy), Ermanno Scervino, Trussardi, Valentino (con la direzione artistica di Pier Paolo Piccioli), Versace e Tod's (collezioni donna create da Alessandra Facchinetti e collezioni uomo da Andrea Incontri) per nominare alcuni dei più rappresentativi.
Tra i maggiori marchi specializzati principalmente nell'abbigliamento donna (e accessori) si trovano Agnona (disegnata da Simon Holloway), AGL, Luisa Beccaria, Laura Biagiotti, Blumarine (creata da Anna Molinari), Chiara Boni La Petite Robe, Alberta Ferretti, Elisabetta Franchi, Giamba (creata dall'omonimo stilista Giambattista Valli), Krizia (fondata da Mariuccia Mandelli, ora sotto la direzione artistica di Zhu Chongyun), Max Mara (con la direzione artistica di Laura Lusuardi), Miu Miu (fondata e disegnata da Miuccia Prada), Philosophy (diretta da Lorenzo Serafini), Emilio Pucci (disegnata da Massimo Giorgetti fondatore del brand MSGM) e Simonetta Ravizza. Tra le case di moda che si occupano di abbigliamento e accessori uomo, invece, troviamo Anderson's, Brioni (attualmente disegnata da Justin O'Shea), Canali, Caruso, Corneliani, Lardini, MP Massimo Piombo, Stefano Ricci, Ermenegildo Zegna (diretto da Alessandro Sartori) e Pal Zileri.
Tra i nuovi marchi e i giovani stilisti si citano Sara Battaglia, Angelos Bratis, Aquilano.Rimondi (prima direttori creativi di Gianfranco Ferré e Fay), Au jour le jour, Cristiano Burani, Paula Cademartori, Gabriele Colangelo, County of Milan (di Marcelo Burlon), Marco De Vincenzo, Stella Jean, Damir Doma, Leitmotiv, Atos Lombardini, Angelo Marani, Andrea Incontri (a capo della direzione creativa di Tod's), MSGM, N°21 (di Alessandro Dell'Acqua), Christian Pellizzari, Andrea Pompilio, Sabrina Maffucci, Fausto Puglisi (a capo delle direzione creativa anche di Ungaro), San Andres Milano, Francesco Scognamiglio e Alberto Zambelli.
Tra le altre case di moda focalizzate nella produzione di accessori in pelle, in particolare scarpe, vi sono, Aquazzura, Baldinini, Ballin, Bontoni, Bruno Bordese, Roberto Botticelli, René Caovilla, Casadei, Alberto Guardiani, Gabs, Gianmarco Lorenzi, Loriblu, Bruno Magli, Vic Matié, Moreschi, Alberto Moretti, Cesare Paciotti, Pollini, Fausto Ripani Handmade shoes, Fratelli Rossetti, Gianvito Rossi, Sergio Rossi, Santoni, A. Testoni, Giuseppe Zanotti design, mentre tra i produttori di borse, valigie e piccola pelletteria troviamo Anderson's, Bertoni, Borbonese, Braccialini, Campomaggi, Caterina Lucchi, Coccinelle, Cromia, Fedon, Furla, Gherardini, Mandarina Duck, Piquadro, Serapian, The Bridge, Valextra, Zagliani e Zanellato.
Tra alcuni dei marchi più famosi al mondo per la gioielleria e gli accessori vi sono Damiani, Vhernier, Pomellato, Morellato, Officine Panerai e Bulgari, Luxottica (proprietaria anche dei marchi Ray-Ban e Persol), Marcolin, De Rigo, Safilo.
La moda italiana è nota anche grazie a diverse importanti riviste periodiche, tra le quali si ricordano Vogue Italia, Vanity Fair, Elle, Glamour, Grazia, Amica, Flair, Gioia.

## Sfilate di moda e fiere

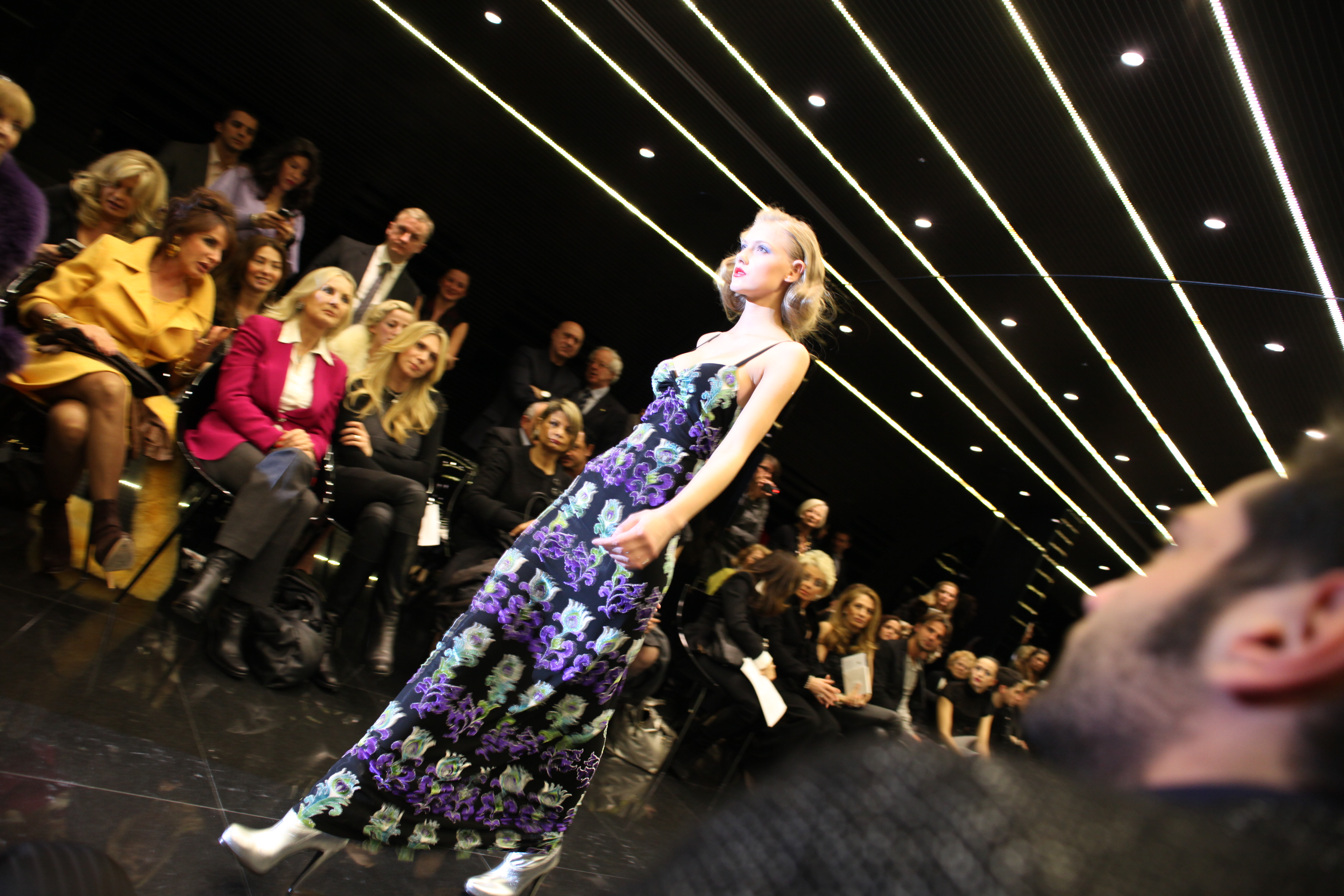
Settimana della moda milanese

La Milano Fashion Week si svolge due volte l'anno dopo la London Fashion Week e prima della Paris Fashion Week. È programmata come la terza delle quattro settimane internazionali della moda prêt-à-porter più importanti e globali del calendario durante il cosiddetto mese della moda. Le date sono stabilite dalla Camera nazionale della moda italiana. Alcuni dei luoghi in cui si tengono sfilate di moda sono Palazzo Reale di Milano, Palazzo Serbelloni, Padiglione Visconti, Spazio delle Cavallerizze al Museo Leonardo Da Vinci e molti altri. Un'altra piattaforma di spicco per le collezioni maschili e i nuovi progetti nel settore della moda è Pitti Immagine a Firenze alla Fortezza da Basso, che si tiene due volte l'anno a pochi giorni dalla settimana della moda maschile milanese. Nella prima decade di giugno si tiene invece la Rome Fashion Week , evento di moda internazionale dedicato soprattutto ai brand, designer e stilisti emergenti, organizzata alternativamente presso i padiglioni della Fiera di Roma oppure negli Studios di Cinecittà (azienda).